# Kanton Azay-le-Rideau
Azay-le-Rideau is een voormalig kanton van het Franse departement Indre-et-Loire. Het kanton maakte deel uit van het arrondissement Chinon. Het werd opgeheven bij decreet van 18 februari 2014 met uitwerking op 22 maart 2015. De gemeenten werden toegevoegd aan het kanton Chinon.

## Gemeenten
Het kanton Azay-le-Rideau omvatte de volgende gemeenten:
- Azay-le-Rideau (hoofdplaats)
- Bréhémont
- La Chapelle-aux-Naux
- Cheillé
- Lignières-de-Touraine
- Rigny-Ussé
- Rivarennes
- Saché
- Saint-Benoît-la-Forêt
- Thilouze
- Vallères
- Villaines-les-Rochers